# Jerry’s Diary
«Дневник Джерри» (англ. Jerry's Diary) — 45-й эпизод из серии короткометражек «Том и Джерри». Режиссёры: Уильям Ханна и Джозеф Барбера, производство: Фред Куимби. Дата выпуска: 22 октября 1949 года.

## Сюжет
Эпизод начинается с того, что Том наставляет кучу ловушек около норки Джерри. Внезапно ожившее радио (точнее, диктор по прозвищу «Дядюшка Дадли») сообщает, что начинается неделя «Милосердия к животным». Также он говорит о хорошем отношении к животным. Тут же Том принимает виноватый вид, быстро убирает все ловушки, и кладёт у норки букет цветов, подарок в виде коробки конфет и пирог со словами «Для Джерри с любовью». Том стучит в стену, и, не дождавшись ответа (наверное куда-то ушёл по своим делам), открывает решётку. Осматривая норку Джерри, Том замечает дневник, достает его и начинает читать.
Первый раздел, который открыл Том — это воскресенье, 5 апреля, день событий «Игры для двоих», где Том и Джерри играли в гольф. Том сначала со смехом вспоминает, как использовал Джерри как подставку для мяча и затем помыл в очистителе для мячей (то ещё было зрелище), но, прочитав ещё пару строк, он вспомнил, как мяч срикошетил от камня и разбил ему зубы в тот день. Том возмущённо листает дневник и попадает на четверг, 12 мая — события, происходящие в «Мышиных неприятностях», а именно, когда Том хотел поймать Джерри при помощи уловки с интересной книгой. И тут Джерри опять оставил его в дураках, ударив кулаком в глаз. Том сердито швыряет в сторону букет и листает книгу дальше. Он попадает на понедельник, 3 июня, когда происходили события «Серенады любви».
Том вспоминает, как он гнался за Джерри, но потерпел два фиаско сразу — в первый раз упал в раковину с посудой и разбил её всю, а во второй Джерри захлопнул окно и нижняя часть окна свалилась на шею Тома, отчего истерически заверещал (при этом он считал, что эти фиаско произошли случайно). Прочитав это, Том яростно пинает подарок, читает дальше и попадает на субботу, 4 июля, День независимости США, а также день событий «Воинственного мышонка». В этот день Том поджигал фейерверки, чтобы как-то навредить Джерри, но в результате пострадал от них сам. Том в порыве ярости рвёт дневник и видит, как беззаботно идет Джерри. Том готов разорвать мышь, но тут Дядюшка Дадли его спрашивает: «Ты подарил своему другу пирог?». И тогда кот вмазал пирогом прямо по Джерри, а последний не может понять — за что ему так досталось.

## Флешбэки
«Дневник Джерри» был первым эпизодом с использованием флешбэков. Были использованы флешбэки из серий:
- «Игра для двоих»
- «Мышиные неприятности»
- «Серенада любви»
- «Воинственный мышонок»

## Цензура
- В некоторых показах в отрывке из серии «Воинственный мышонок» был вырезан момент после взрыва чайника.

## Факты
- Это один из 13 мультфильмов, закончившихся триумфом Тома.
- Если сравнить даты дневника с реальным календарём, то судя по сюжетам тех «воспоминаний» (сцен из соответствующих серий по году выпуска), из четырёх записей только две будут верными - 3 июня 1946 года действительно был понедельник (серия “Solid Serenade”). Все остальные записи были неверными - 5 апреля 1945 года (серия “Tee for Two”) был не воскресенье, а четверг; 12 мая 1944 года (серия «Mouse Trouble») был не четверг, а пятница. И, наконец, 4 июля (серия «Yankee Doodle Mouse») - скорее всего, имелся в виду 1942 год, потому серия вышла 26 июня 1943 года; в этой ситуации запись будет считаться верной, потому что 4 июля 1942 года была действительно суббота.